# 合同結婚式
合同結婚式（ごうどうけっこんしき）、集団結婚式（しゅうだんけっこんしき、英: collective wedding, mass wedding）とは、複数のカップルが合同して営まれる結婚式である。

## 総説

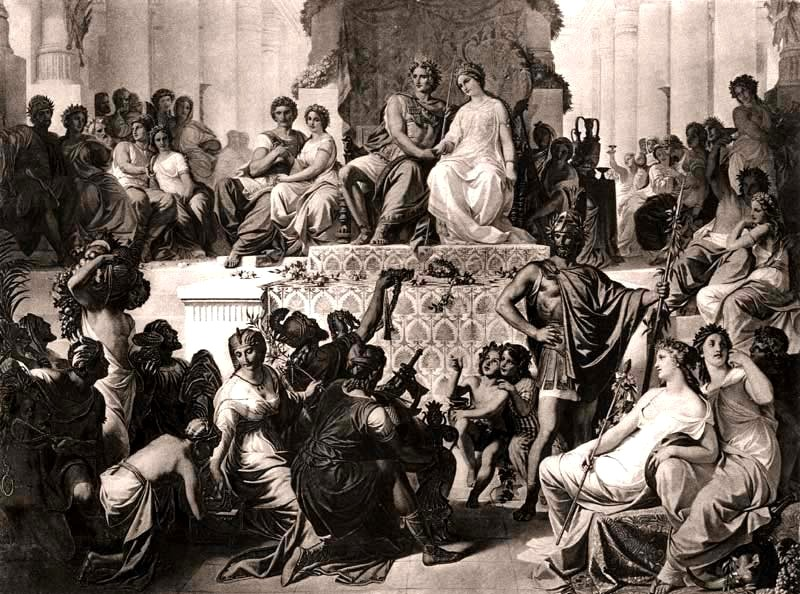
スーサの合同結婚式を描いた19世紀の銅版画

古くは、マケドニア王国内の安定を図る目的で、アレクサンドロス3世によって紀元前324年自身や家臣の男性と征服部族の女性とのスーサの合同結婚式が催された。
現代ではさまざまな宗教的・文化的背景のもとで行なわれている。1978年、音楽家フェラ・クティは27人の女性と合同結婚式を行った。テレビ番組『唄子・啓助のおもろい夫婦』『エメロンナイト レディーファースト』の企画として実施されたり、南伸坊・ラッツ&スター・大旺吉伸など文化・芸能・スポーツ関係者がおこなった例もある。

## 統一教会
本節では、宗教団体の世界平和統一家庭連合（以降「統一教会/統一協会」と表記する）の主催する宗教的行事の合同結婚式について記載する。正式名は「国際合同祝福結婚式」。統一教会/統一協会の内部では「祝福」と呼ばれるとされる。

### 概要

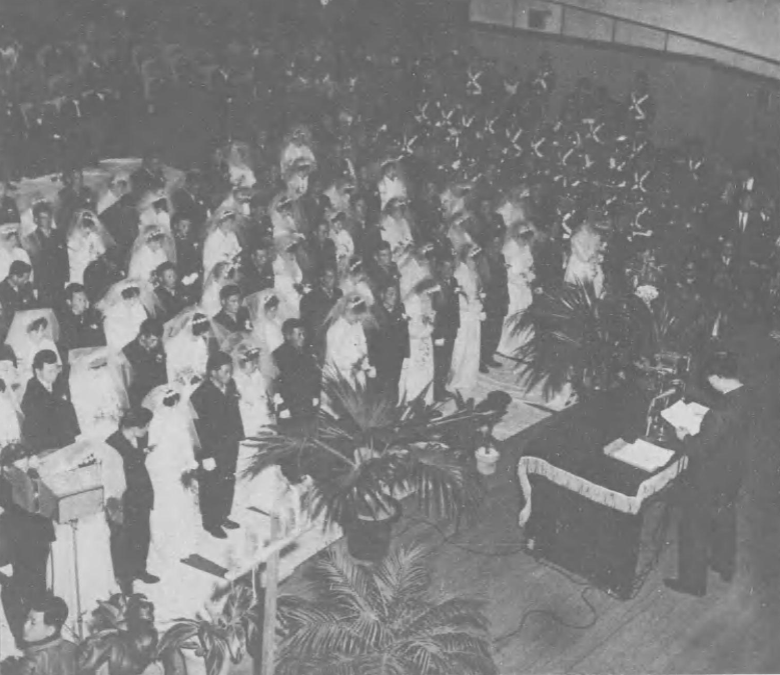
統一教会の合同結婚式（1962年6月4日）

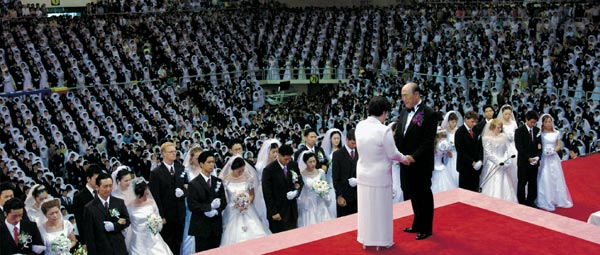
統一教会の合同結婚式（2010年10月14日）

統一教会/統一協会では、「神様は人が互いに愛し合う世界を創りたいと思われ、男性と女性とを創られた」という思想がある。
人間の原罪（罪の根本）は人類始祖のアダムとエバ（イブ）がサタンを中心として愛の関係を結んだことにあるとしており、それを正すためには、神を中心として男女が結婚しなければならないとしている。統一教会/統一協会の教義において、この結婚が最も重要視される。
草創期は目の前で教祖がカップルを指名したり、信者に希望する相手を書かせたりもしていた。1988年頃から参加人数が多くなったこともあって、写真を見てカップルを決めるようになった。未婚の男女が文鮮明に写真を送り、「マッチング」をしてもらった後、統一教会/統一協会本部から「相対者」（婚約者のこと）となった相手の写真が送られて来て「約婚式」が行なわれる。
合同結婚式後の初めての性交は一定期間禁止されている。米本和広は、最近では式を挙げても33歳になるまで家庭を持つことを禁じられていると述べている。また米本は、最初の性交に際しては3通りの体位とその順番が決められていると述べている。
米本は、文鮮明は人の性格、運命、長所、短所および血統的因縁や課題まで見抜く力を持っているとされ、「自分の思いのままに結婚すれば行く先は地獄であり、自分の思いのままにでなくて結婚すれば行く先は天国なのです」と言っていると述べている。当人の欠点を補う相手であることに加え、先祖からの因縁や問題のすべてを清算できる夫婦となるに相応しい相手を推薦するという。統一教会/統一協会は理想の家庭を築く運動だとアピールしており全国霊感商法対策弁護士連絡会は、洗脳された信者は「文鮮明が指定する相手であればどんな相手でも良い」という気持ちになっている。
神様を中心として独身の男女が結ばれる「一般祝福（マッチング）」、結婚している家庭が神様を中心とした家庭として新しい出発をする「既成祝福」、霊界に旅立った配偶者・霊人と祝福を受ける「独身祝福」「霊肉界祝福」がある。
また、一時は伴侶に先立たれた信者を他の信者と再婚させ、夫婦として祝福する「慰労祝福」というものもあったが、文鮮明は本来の原則にはないものとして、行わなくなった。
近年は見合い形式で伴侶を捜して祝福を受けるようになっており、また信者の子供達は親同士の計らいで結婚させることができるようになっている。このことはすでに祝福を受けた信者に限られているが、ほとんどの信者が祝福を受けるようになるので、ほとんどの信者の子供達が対象である。
マッチングサイトで出会ったカップルも増えており、まずは2・5・21日間の「修練会」と呼ばれるものに参加する（最近は出会いの後に参加する場合もある）。修練会では基本的に座学にて、信仰や人生の生き方について学び、そのすべてを受け、家庭部長と呼ばれる人との面接を経た者が「マッチングサイト」に登録する。
いずれにしても、過去から現在に至るまで教団で祝福する男女のカップルのマッチングは、女性（妻）の方が1〜4歳程度年長であるように組み合わせられる場合が多い。年上妻が多いのは、女性信者より男性信者が少ないのが理由の１つだといわれている。教祖一家である文一族や既成祝福の場合を除き、男性(夫)が年長者であるカップルは少ない。
1960年に第1回の合同結婚式が行われて以来、教団の発表では参加者数は回数を重ねるごとに増えているようだが、1997年以降からの祝福は参加条件が次第に緩くなった。必須条件とされた事前の7日間断食や21日修練会への参加や「霊の子」（自分が伝道した信者）を一定数持つこと、3年以上の献身生活（出家）、女性の年齢が23歳以上等の従来の条件が緩和（現在は18歳以上（高卒以上で親権者の同意必要）、ただし家庭出発できるのは33歳以上）が緩和ないし撤廃され、一度破局した者の再参加や、既婚者で相手の充分な了承なく一人で参加することや、教会員にならなくても、教祖をメシアとして受け入れれば、他の信仰を持ったままでの参加も許されるようになった。尚、家庭連合・家庭教育局に報告されている国内家庭出発者は総計40,093名となっている。（家庭出発者とは、祝福合同結婚式に参加した上で、実質的に結婚生活を始めた一世・二世・既成祝福を含む家庭を指す。）
合同結婚式で結婚した夫婦の間に生まれた子は「神の子」「祝福子女」「祝福二世」と呼ばれ、そうでない子「ヤコブ」「信仰二世」と区別され、「神の子」と「ヤコブ」は教義上「血統が違う」ということで区分され、両者がカップリングされることはなかった。しかし祝福二世として生まれたにもかかわらず祝福相手と別れて結婚できないケースがあるなど、文鮮明の選んだ相手との婚姻の義務（日本国憲法第24条の問題）が薄れるにつれて、子女の不信心が芽生えてきたともいわれる。近年は、次世代教会づくり資料を作る等、子女教育に力を入れている。日本教会ではそのための本部の機構改編も行われたと言われ、子女の呼称も従来のように「祝福二世」「信仰二世」と区分せず単に「二世」と呼ぶように変わった。

### 問題と批判
合同結婚式後に6,500人の日本人女性が行方不明になり、被害者家族が捜索を訴えるなどしており、全国霊感商法対策弁護士連絡会は、反社会的違法行為であり、強く反対するとの声明を出しているが、韓国で多くの統一教会の日本人花嫁を取材したジャーナリストの米本和広は、ほとんどの花嫁が日本の家族と頻繁に連絡を取り合っている事実を知り、6500人が行方不明とする発表は、「政治的なプロパガンダ（宣伝工作）もしくは政治的デマゴギーに過ぎない」と述べ、「韓国・統一教会の活動内容や形態は、日本人同士が集まる会合であるという以外、日本の主流キリスト教会とほとんど変わりがない」ことから、「信者が“行方不明”になりようがないのである」と述べ、「なぜ『捜索を韓国教会に要請』しなければならないのか、理解に苦しむ」と言っている。
韓国人男性が日本人妻の母親を殺害、フィリピン人男性が日本人妻を殺害する事件が起きている。ただ、家庭連合・家庭教育局に報告されている国内家庭出発者総計40,093名のうち、現在離婚している離婚者数から算出(2015年11月24日時点）した離婚率は1.7％となっており、国勢調査・人口動態調査から算出した国際家庭の離婚率と比較すると低い。
1998年当時で参加者には参加費30万円と感謝献金140万円が義務づけられ、この資金を作るため多くの参加者が家族や知人に嘘を言ったり、重労働や違法行為により用意したりしており、過去には資金を用意できなかった信者が強盗事件を起こしている。ただ、これも教育の指導者によって違い、すぐに払えないという人には収入の10分の1を毎月払う等の形もとられている。
日本人女性と結婚できることを売り物に韓国人男性信者を集めており、日本人女性が渡韓してみると相手の韓国人男性が教団に禁止されているはずの飲酒や喫煙をしていたり、中には愛人や妻子がいたという悲惨なケースもあると述べている。 祝福を希望する人は「飲酒、喫煙をしない」について合意をする必要がある。
元信者の一部は裁判所に婚姻の無効を求めた申し立てをし、すでに40件以上の「合同結婚式の相手との入籍が無効である」旨の裁判所の判断が確定している。
日本人女性参加者に関していえば、韓国などの男性に嫁ぐケースも多いとされている。

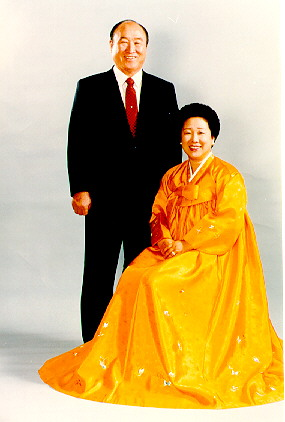
統一教会で「再臨のメシア」と考えられている文鮮明とその妻、韓鶴子

統一教会の経典「原理講論」には「万物復帰」という教義が説かれ、それによれば、地上の万物は本来は神のものであり、神に返さなければならないものであり、自分や他人の財産は「再臨のメシア」である文鮮明と韓鶴子に捧げることが当人にとって救いであるという。そのため、信者は何の罪の意識もなく、霊感商法で高額な壺や印鑑、多宝塔を人に売りつけ、その代金を教団に貢いで「再臨のメシア」である文鮮明の一族に捧げることを悦びと考える。また、「韓国はアダム国家、日本はエバ国家」と教え込まれ、エバはアダムに奉仕しなければならないことが強調される。合同結婚式において、教祖の文鮮明は「朝鮮民族に重い原罪を負っている日本人の相手は、動物でも勿体ないくらいだ」と説いていた。
米本和広は、統一教会/統一協会では中絶が認められていないため年子がやたら多く、また子だくさんである傾向があると述べている。祝福家庭が持つ子供の数の平均値は2015年11月16日の時点で2.1人となっている。国内マッチング祝福家庭数は18,033組であり、子供の数の平均値から信者の二世の数を推測することが可能であり、数万人と予測できるが、実態は分かっていない。尚、家庭連合・家庭教育局に報告されている国内家庭出発者は総計40,093名となっている(家庭出発者とは、祝福合同結婚式に参加した上で、実質的に結婚生活を始めた一世・二世・既成祝福を含む家庭を指す。)。尚、家庭連合の公式サイトでは離婚率は1.7％となっている 。
米本和広の書籍では、「神の子」の父母「信仰一世」は熱心な信者であることが多いと述べている。聖和式やJSTF（Japan Top Gun College）に参加する二世もいる。
アメリカに養子にいく2世も存在している。また米本は、ベビーシッターや家政婦として二世の世話を任せられた信者は、家庭崩壊で子どもが健やかに育っていないのを目の当たりにしてその後例外なく退会したと述べている。
米本は、合同結婚式で結ばれた家庭は、ほぼ全家庭が多額の献金が原因である借金を持っていると述べている。尚、家庭連合に所属しても会費はかからないが、キリスト教会と同じように収入の10分の1を献金することを奨励している。
2000年、効率と安定成長を集団結婚産業に持ち込んだことに対して、皮肉を込めて文鮮明にイグノーベル賞が与えられた。

### 歴史
教団公式ホームページなどから抜粋。参加者の数字はあくまでも教団の発表（教団の機関紙『ファミリー』2000年1月号）であり、その内容については、前節を参照。
- 1960年4月16日 - 3組、ソウル市 龍山区青坡洞前本部教会。
- 1961年5月15日 - 33組、ソウル市 前本部教会。
- 1962年6月4日 - 72組、ソウル市 前本部教会。
- 1963年7月24日 - 124組、ソウル市民会館（鍾路区、現在の世宗文化会館の位置）[24]。
- 1968年2月22日 - 430組、ソウル市民会館。米本によると、1組の日本人が参加している[7]。
- 1969年5月1日 - 43組、渋谷区松濤・東京教会。米本によると、22組の日本人が参加しており、うち12組は未成年者であった[7]。
- 1970年10月21日 - 777組、ソウル市奨忠体育館。米本によると、俗に「スリーセブン」と呼ばれ、日本の若者が最初にまとまって参加した式であり、235組が日本人であった[7]。米本によると、結婚後5年間セックスが禁じられていた[7]。
- 1975年2月8日 - 1800組、ソウル市奨忠体育館。米本によると、799組が日本人であった[7]。米本によると、結婚後3年間セックスが禁じられていた[7]。
- 1982年7月1日 - 2075組、ニューヨーク市マディソン・スクエア・ガーデン。
  - 10月14日 - 6000組、ソウル市 蚕室総合室内体育館。
- 1988年10月30日 - 6500組、韓国京畿道 一和龍仁研修院。
- 1989年1月12日 - 1275組、韓国京畿道 一和龍仁研修院。米本によると、日本人が絡む祝福二世同士の最初の式となった[7]。
- 1992年4月10日 - 世界既成家庭合同祝福式（46カ国から126家庭）。
  - 8月25日 - 3万組国際合同祝福結婚式（3万625組） 韓国ソウル市ソウルオリンピック主競技場。桜田淳子、山﨑浩子、徳田敦子が参加し広く報道された[25][26]。
- 1995年8月25日 - 36万組国際合同祝福結婚式 韓国ソウル市ソウルオリンピック主競技場。
- 1997年11月29日 - 米本によると、4000万組世界祝福式（3960万組） アメリカ ワシントンD.C. ロバート・F・ケネディ・メモリアル・スタジアム。アメリカと韓国で同時に開催し、アメリカ時間に合わせたため、韓国では未明となった上に散々待たされ、土砂降りで花嫁はずぶ濡れになった。またホイットニー・ヒューストンが出演予定だったが直前でキャンセルされたことで話題になった[7]。
- 1998年6月13日 - 3億6000万組第1次世界祝福式（1億2000万組） アメリカニューヨーク市マディソン・スクエア・ガーデン。
- 1999年2月7日 - 3億6000万組第2次世界祝福式（193カ国で3億6000万組） 韓国ソウル市ソウルオリンピック主競技場。
- 2000年2月13日 - 4億組第1次国際合同祝福結婚式（186カ国から参加） ソウルおよび各国会場。
- 2001年1月27日 - 4億組第2次国際合同祝福結婚式（135カ国参加） アメリカ 国際連合本部および各国会場。
- 2002年2月16日 - 4億組第3次国際合同祝福結婚式（代表約3500組が韓国に参加） 韓国ソウル・オリンピック公園フェンシング競技場および各国会場。
- 2003年7月13日 - 4億組第4次国際合同祝福結婚式（主会場に約3000組が参加） ソウルおよび各国会場。
- 2004年7月26日 - 4億組第5次国際合同祝福結婚式（186か国の会員が祝福を受ける。日本から1000組以上のカップルが式典に参席） ソウルおよび各国会場。
  - 12月26日 - 天一国4年特別祝福（121組の国際家庭が誕生、日本から約40組の家庭が祝福を受ける） 米国・イーストガーデン。
- 2005年2月9日 - 天一国5年特別祝福式（主に韓国・日本・アメリカから代表が参加、113組のカップルが祝福受ける。） 韓国・天宙清平修錬苑。
  - 8月1日 - 4億組第6次国際合同祝福結婚式 韓国・忠南柳寛順体育館および各国会場。
  - 12月29日 - 世界平和国際合同交叉祝福式（1147組） 韓国・天宙清平修錬苑および各国公式会場。
- 2007年2月22日 - 平和世界実現のための太平聖代平和交叉・交体祝福結婚式（521組） 韓国・天宙清平修錬苑。
  - 7月5日 - 2007太平聖代平和交叉交体祝福結婚式（1634組） 韓国・忠南柳寛順体育館および各国会場。
- 2008年7月6日 - 太平聖代神文明平和祝福結婚式（1次）：153組 韓国・天宙清平修錬苑。
- 2009年1月31日 - 真のお父様卒寿祝賀記念「2009太平聖代神文明平和祝福結婚式」：マンハッタンセンター。
  - 10月14日 - 10.14真の父母様天宙祝福式 韓国・鮮文大学校および各国会場。
  - 11月16日 - 11.16真の父母様二世祝福式 190組 韓国・天宙清平修錬苑。
- 2010年2月17日 - 1.4真の父母様天宙祝福式 韓国・KINTEX（国際総合展示館）および各国会場。
  - 10月10日 - 天地人真の父母定着完了10.14祝福式 韓国・鮮文大学校および各国会場。
- 2012年3月24日 - 天地人真の父母勝利解放完成開門時代祝福式（主会場に2077組が参加）107,812組 韓国・清心平和ワールドセンターおよび各国会場。
- 2013年2月17日 - 2013天地人真の父母天宙祝福式 （主会場に約3500組｛未婚1000組、既婚2500組｝が参加 ）1万2000組 韓国・清心平和ワールドセンターおよび各国会場。
- 2014年2月12日 - 2014天地人真の父母天宙祝福式（主会場に2500組が参加）2万組 韓国・清心平和ワールドセンターおよび各国会場。
- 2018年8月27日 - 韓国・加平（Gapyeong）にある清心平和ワールドセンター（Cheongshim Peace World Center）
- 2020年2月7日 - 清心平和ワールドセンターにて開催。イギリス・BBCによると、60か国以上から約6000人が参加したと報じられた。なお、新型コロナウイルスの影響により、中華人民共和国（中国）からの参加は禁止された[27]。
- 2023年5月7日 - 清心平和ワールドセンター並びに各国会場にて開催。世界平和統一家庭連合はオンラインを含む約150の国から約16,000人が参加したと発表した。合同結婚式がこれだけの規模で開催されたのは約3年ぶりとなった[28][29][30]。

### 教団側の文献
- 世界基督教統一神霊協会広報部『マスコミ＆vs62郷』歓迎社 2004年3月
- 『誰も書かなかった国際合同結婚式』光言社出版企画部 1993年3月
- 『統一教会の合同結婚式』世界基督教統一神霊協会 1993年5月

### 批判側の文献
- 全国霊感商法対策弁護士連絡会『統一協会合同結婚式の手口と実態』緑風出版 1997年9月 ISBN 978-4846197155
- 米本和広『カルトの子 心を盗まれた家族』文藝春秋 ISBN 4-163-56370-9
- 米本和広『我らの不快な隣人―統一教会から「救出」されたある女性信者の悲劇』情報センター出版局 2008年 ISBN 978-4795847620
- 赤旗社会部 編 『わたしは "洗脳" された:統一協会元会員の証言』新日本出版社 1989年 ISBN 4-406-01773-9
- 川崎経子『統一協会の素顔 ─新装改訂版―その洗脳の実態と対策』2008年 ISBN 978-4764264335

### 教団側のサイト
- 祝福結婚とは？（世界基督教統一神霊協会（統一教会）の公式サイトの中の祝福家庭に関するコンテンツ内。）

### 批判側のサイト
- 全国弁連の統一教会合同結婚式への反対声明